# Giada Colombo
Giada Colombo (ur. 23 marca 1992 w Vaprio d’Adda) – włoska wioślarka.

## Osiągnięcia
- Mistrzostwa Świata Juniorów – Brive-la-Gaillarde 2009 – jedynka – 13. miejsce[1].
- Mistrzostwa Świata Juniorów – Račice 2010 – dwójka podwójna – 2. miejsce[1].
- Igrzyska olimpijskie młodzieży – Singapur 2010 – dwójka bez sternika – 4. miejsce[1].
- Mistrzostwa Europy – Montemor-o-Velho 2010 – czwórka podwójna – 5. miejsce[1].